# Paus Agatho
Agatho (Palermo, 575 - Rome, 10 januari 681) volgde Donus op als paus op 27 juni 678. Sint Agatho bekleedde dit ambt van 27 juni 678 tot zijn dood in 681.
Agatho was een groot deel van zijn leven een getrouwde en succesvolle zakenman geweest. Op latere leeftijd werd hij een benedictijner-monnik in het Sint-Hermasklooster in Palermo.
Als paus deed Agatho de financiële zaken zelf. Vlak na de verkiezing van Agatho tot paus werd (sint) Wilfrid van York uit zijn ambt ontzet door de Engelse koning. Sint Agatho plaatste Wilfrid weer terug in zijn ambt en het lukte hem om het gregoriaans gezang in deze gebieden te introduceren.
In 680 riep paus Agatho een synode bijeen, die later het zesde oude algemene en oecumenische concilie zou worden. Hieraan namen de keizer, bisschoppen en andere bestuurders deel. De doctrine van het monotheletisme (Christus heeft één wil maar zowel een menselijke als goddelijke natuur), toen populair in het Byzantijnse Rijk, werd veroordeeld in een dogmatische brief van de paus en kwam hierdoor bijna direct tot een einde.
Agatho beschreef vele wonderen en werd daarom ook wel "wondermaker" genoemd.
Agatho stierf in 681 aan de pest en werd begraven in de Sint-Pietersbasiliek.
Cursief: tegenpaus